# Double or Nothing (2021)
Double or Nothing (2021) foi um evento de wrestling profissional produzido pela All Elite Wrestling (AEW) e transmitido em formato pay-per-view (PPV). Aconteceu durante o fim de semana do Memorial Day em 30 de maio de 2021. O evento foi realizado principalmente no Daily's Place em Jacksonville, Flórida; no entanto, partes da luta do evento principal foram pré-gravadas no TIAA Bank Field. Foi o primeiro evento Double or Nothing a ser realizado em um domingo. Foi também o último PPV da AEW a ser realizado no Daily's Place durante a pandemia de COVID-19. O Double or Nothing foi originalmente programado para ser realizado no MGM Grand Garden Arena em Paradise, Nevada em 29 de maio, mas foi transferido para o Daily's Place e adiado um dia devido à pandemia. O evento foi ao ar por provedores tradicionais de PPV, bem como no B/R Live na América do Norte e FITE TV internacionalmente.
Dez lutas foram disputadas no evento, incluindo uma no pré-show The Buy In. No evento principal, The Inner Circle (Chris Jericho, Jake Hager, Sammy Guevara, Santana e Ortiz) derrotaram The Pinnacle (MJF, Wardlow, Shawn Spears, Cash Wheeler e Dax Harwood) em uma luta Stadium Stampede; se o Inner Circle perdesse, eles teriam sido forçados a se separar. Em outras lutas importantes, Kenny Omega derrotou Orange Cassidy e Pac em uma luta three-way para reter o AEW World Championship, Dr. Britt Baker, DMD derrotou Hikaru Shida por submissão para vencer o AEW Women's World Championship, Sting e Darby Allin derrotaram Scorpio Sky e Ethan Page, e The Young Bucks (Matt Jackson e Nick Jackson) derrotaram Jon Moxley e Eddie Kingston para reter o AEW World Tag Team Championship. O evento também foi marcado pelas aparições surpresa de Lio Rush e Mark Henry, fazendo sua estreia na AEW, bem como uma participação especial de Konnan durante a luta Stadium Stampede.
O Double or Nothing atraiu 5.200 espectadores, tornando-se o evento de maior público da AEW desde o início da pandemia até aquele ponto, e também tornando-o o primeiro evento da AEW a emanar com uma multidão de capacidade total desde o início da pandemia. Ele também obteve cerca de 135.000 compras de pay-per-view e gerou mais de $6 milhões em receita, o que o tornou o terceiro evento PPV de wrestling profissional não pertencente a WWE de maior bilheteria desde 1999.

## Produção

### Conceito
Double or Nothing é considerado o evento de destaque da All Elite Wrestling (AEW), tendo sido realizado pela primeira vez em 2019, que foi o primeiro evento de wrestling profissional da promoção e o primeiro pay-per-view (PPV) produzido. É realizado anualmente durante o fim de semana do Memorial Day e é um dos "Big Four" PPVs da AEW, que inclui All Out, Full Gear e Revolution, seus quatro maiores shows produzidos trimestralmente. O nome do evento é uma referência à seu tema de Las Vegas, que foi onde foi realizado o evento inaugural. Anunciado em 7 de março de 2021, o terceiro evento Double or Nothing estava programado para ser realizado em 30 de maio na sede da AEW no Daily's Place em Jacksonville, Flórida, com o evento principal ocorrendo no estádio TIAA Bank Field. Como parte do fim de semana do Double or Nothing, o Dynamite foi ao ar ao vivo na TNT em 28 de maio como um especial Friday Night Dynamite (já que normalmente vai ao ar às quartas-feiras). Além disso, a AEW realizou um Fan Fest em 29 de maio, apresentando shows ao vivo, lutas de exibição, meet and greets e muito mais.
A AEW fez parceria com a Cinemark Theatres, Harkins Theatres e Marcus Theatres para hospedar o Double or Nothing em cinemas selecionados. Em 29 de maio, a TNT exibiu um especial de televisão de uma hora com uma prévia do evento chamado Countdown to Double or Nothing.

### Impacto da pandemia de COVID-19
Enquanto a AEW tinha planos de sediar o Double or Nothing de 2020 no MGM Grand Garden Arena na Las Vegas Strip, que foi onde emanou o show original, o local cancelou o evento devido à pandemia de COVID-19. Em resposta, a AEW anunciou que o evento de 2020 continuaria conforme planejado, que ocorreu no Daily's Place e no estádio TIAA Bank Field em Jacksonville, Flórida. O anúncio também confirmou que um terceiro evento Double or Nothing ocorreria no MGM Grand Garden Arena em 29 de maio de 2021; além de oferecer reembolso, os ingressos adquiridos para o show de 2020 seriam válidos para 2021. No entanto, no Revolution em 7 de março de 2021, a AEW anunciou que o Double or Nothing de 2021 seria realizado no Daily's Place em Jacksonville devido à pandemia em andamento, e foi adiado um dia para 30 de maio; como resultado, o MGM Grand Garden Arena emitiu reembolsos para todos os ingressos comprados originalmente. Em 5 de maio, o presidente e CEO da AEW, Tony Khan, anunciou que o Daily's Place estaria operando com capacidade total para o Double or Nothing, tornando-se o primeiro show da AEW desde o início da pandemia a ter a capacidade máxima liberada.

### Rivalidades
O Double or Nothing apresentou lutas profissionais de wrestling que envolveram lutadores diferentes de rivalidades e histórias preexistentes com roteiro . Os lutadores retratavam heróis, vilões ou personagens menos distinguíveis em eventos roteirizados que criavam tensão e culminavam em uma luta ou série de lutas. As storylines foram produzidas nos programas semanais da AEW Dynamite, Rampage, Dark e Elevation e a série do YouTube dos The Young Bucks, Being The Elite.
No evento Full Gear em 7 de novembro de 2020, MJF derrotou Chris Jericho pelo direito de se juntar à facção de Jericho, o The Inner Circle (composta por Jericho, Sammy Guevara, Jake Hager, Santana e Ortiz). No entanto, no episódio de 10 de março de 2021 do Dynamite, MJF traiu o The Inner Circle e revelou que estava secretamente construindo seu próprio grupo, chamado The Pinnacle (composto por Shawn Spears, Wardlow, FTR (Dax Harwood e Cash Wheeler) e o gerente Tully Blanchard). No evento Blood and Guts em 5 de maio, o The Pinnacle derrotou o The Inner Circle em uma luta Blood and Guts, e no episódio seguinte do Dynamite , o Pinnacle desafiou o Inner Circle para uma luta Stadium Stampede no Double ou Nothing, com a estipulação de que se o Inner Circle perdesse, eles seriam forçados a se separar. No episódio de 19 de maio do Dynamite, o Inner Circle aceitou a proposta.
No Blood and Guts, uma luta entre Orange Cassidy (#1) e Pac (#2), os dois melhores lutadores rankeados da AEW, foi anunciada para o episódio da semana seguinte do Dynamite, com o vencedor recebendo uma luta contra Kenny Omega pelo AEW World Championship no Double or Nothing. No entanto, a luta terminou em nocaute duplo, portanto, foi decidido que Omega defenderia o título contra Cassidy e Pac em uma luta three-way no Double or Nothing.
No episódio de 21 de abril do Dynamite, Britt Baker, que estava em primeiro lugar no ranking feminino, confrontou Hikaru Shida depois que Shida reteve o AEW Women's World Championship contra Tay Conti. No Blood and Guts, uma luta pelo título entre os duas foi marcada para o Double or Nothing.
No episódio de 7 de abril do Dynamite , os Campeões Mundiais de Duplas da AEW, The Young Bucks (Matt Jackson e Nick Jackson) atacaram Jon Moxley e Eddie Kingston, e se aliaram a seu amigo de longa data Kenny Omega, bem como aos aliados de Omega, The Good Brothers (Doc Gallows e Karl Anderson) da Impact Wrestling. No episódio de 12 de maio do Dynamite, os Young Bucks desafiaram Moxley e Kingston para uma luta no Double or Nothing com o AEW World Tag Team Championship em jogo.
No episódio de 12 de maio do Dynamite, Miro derrotou Darby Allin para vencer o AEW TNT Championship, e depois foi confrontado por Lance Archer. No episódio da semana seguinte do Dynamite, foi marcada uma luta entre os dois pelo título para o Double or Nothing.
No episódio de 31 de março do Dynamite, Cody Rhodes foi atacado por seu ex-amigo QT Marshall, que se aliou a Nick Comoroto, Aaron Solow e o recém-estreado Anthony Ogogo para formar uma nova facção apelidada de The Factory. No Blood and Guts em 5 de maio, Rhodes derrotou Marshall, mas após a luta foi agredido por Ogogo, que derrubou Rhodes antes de cobri-lo com a bandeira do Reino Unido. No episódio de 12 de maio do Dynamite, Rhodes desafiou Ogogo para uma luta no Double or Nothing.
No episódio de 28 de abril do Dynamite, Ethan Page e Scorpio Sky atacaram Darby Allin e Sting. No episódio de 19 de maio do Dynamite, uma luta entre Allin e Sting contra Page e Sky foi anunciada para o Double or Nothing, tornando-se a primeira luta de Sting a acontecer na frente de uma audiência ao vivo desde que competiu no Night of Champions da WWE em setembro de 2015.
No episódio de 12 de maio do Dynamite, Christian Cage e Matt Sydal se declararam como participantes da Casino Battle Royale. Mais sete participantes foram revelados no episódio de 18 de maio do Dark, e os onze competidores restantes foram revelados no episódio da noite seguinte do Dynamite.
No episódio de 17 de fevereiro do Dynamite, Riho derrotou Serena Deeb durante a primeira rodada do AEW Women's World Championship Eliminator Tournament. Em 26 de maio, uma luta entre as duas foi marcada para o pré-show do Double or Nothing, com o NWA World Women's Championship de Deeb em jogo.

## Evento
| Função                    | Nome                                                 |
| ------------------------- | ---------------------------------------------------- |
| Comentaristas             | Jim Ross (PPV)                                       |
| Comentaristas             | Excalibur (Pre-show e PPV)                           |
| Comentaristas             | Tony Schiavone (Pre-show e PPV)                      |
| Comentaristas             | Taz (Page vs. Cage)                                  |
| Comentaristas             | Paul Wight (Casino Battle Royale)                    |
| Comentaristas             | Don Callis (Lutas pelos Títulos Mundial e de Duplas) |
| Comentaristas em espanhol | Alex Abrahantes                                      |
| Comentaristas em espanhol | Dasha Gonzalez                                       |
| Comentaristas em espanhol | Rey Fenix                                            |
| Comentaristas em francês  | Alain Mistrangélo                                    |
| Comentaristas em francês  | Norbert Feuillan                                     |
| Comentaristas em alemão   | Günter Zapf                                          |
| Comentaristas em alemão   | Mike Ritter                                          |
| Locutor de ringue         | Justin Roberts                                       |
| Árbitros                  | Aubrey Edwards                                       |
| Árbitros                  | Bryce Remsburg                                       |
| Árbitros                  | Frank Gastineau                                      |
| Árbitros                  | Mike Posey                                           |
| Árbitros                  | Paul Turner                                          |
| Árbitros                  | Rick Knox                                            |

### The Buy In
No pré-show The Buy-In, Serena Deeb defendeu o NWA World Women's Championship contra Riho. Deeb forçou Riho a se submeter a um "Serenity Lock" para reter o título.

### Lutas preliminares
O pay-per-view começou com "Hangman" Adam Page enfrentando Brian Cage. Depois que Cage se envolveu em um conflito com seus aliados Ricky Starks e Hook, Page executou o "Buckshot Lariat" em Cage para vencer a luta.
Em seguida, The Young Bucks (Matt Jackson e Nick Jackson) (acompanhados por Brandon Cutler) defenderam o AEW World Tag Team Championship contra Jon Moxley e Eddie Kingston. No clímax, os Young Bucks realizou quatro "BTE Triggers" consecutivos em Moxley para reter o título.
Depois disso, a Casino Battle Royale, com o vencedor recebendo uma futura luta pelo AEW World Championship, foi disputada. O ex- lutador da WWE e atual lutador da New Japan Pro-Wrestling, Lio Rush , foi um participante surpresa, tirando a carta do coringa. Jungle Boy eliminou Christian Cage por último para vencer a luta.
Na luta seguinte, Cody Rhodes (acompanhado de Arn Anderson) enfrentou Anthony Ogogo (acompanhado de QT Marshall). Rhodes executou o "Vertebreaker" em Ogogo para vencer a luta.

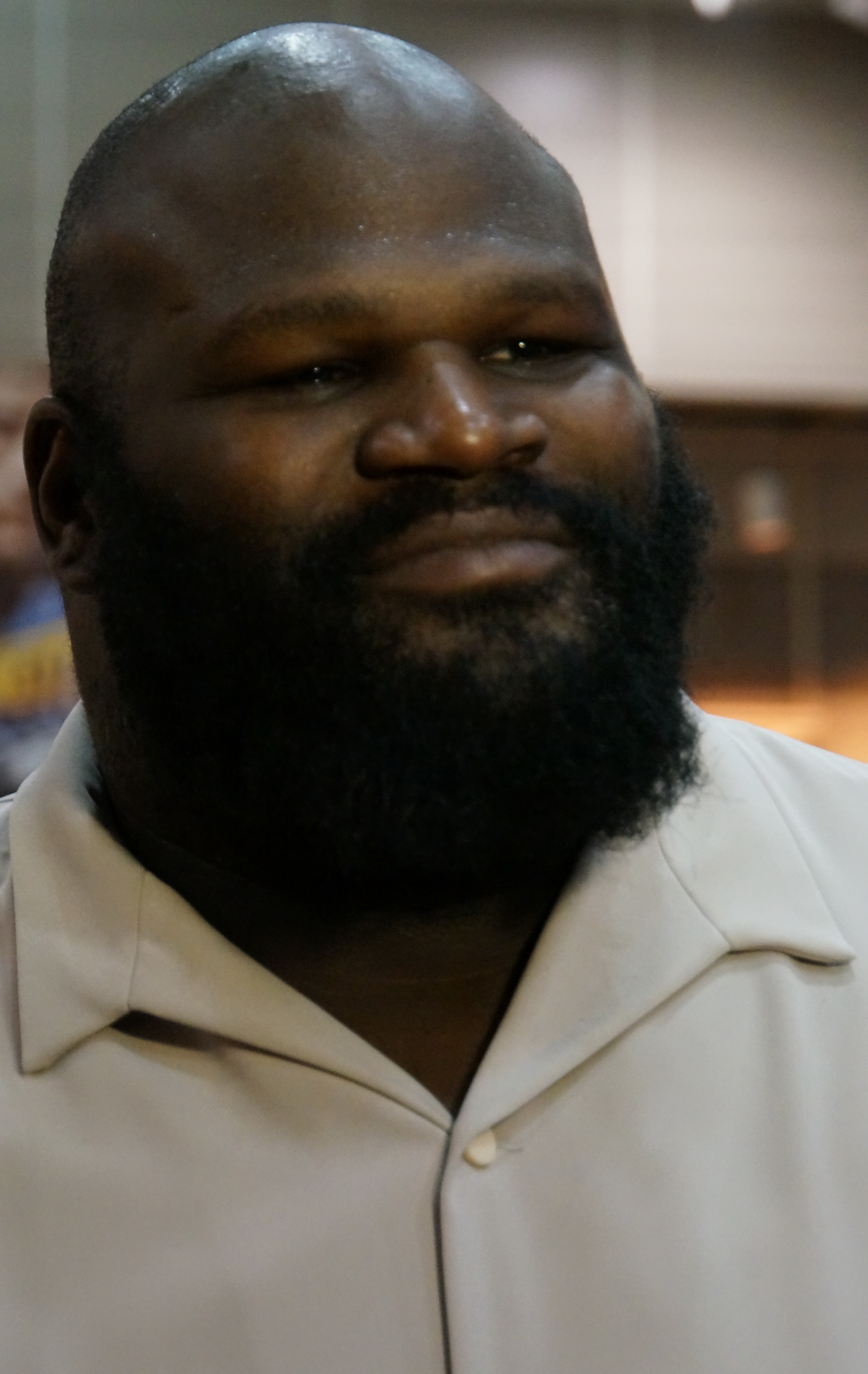
No evento, Mark Henry foi apresentado como comentarista do novo programa da AEW, Rampage.

Em seguida, Miro defendeu o AEW TNT Championship contra Lance Archer (acompanhado por Jake Roberts). Miro forçou Archer a se submeter ao "Game Over" para reter o título.
Em seguida, Hikaru Shida defendeu o AEW Women's World Championship contra a Dr. Britt Baker DMD (acompanhada por Rebel). Baker forçou Shida a se submeter ao "Lockjaw" para vencer o título e encerrar o reinado recorde de Shida em 372 dias.
Em seguida, Darby Allin e Sting enfrentaram Ethan Page e Scorpio Sky. Sting executou o "Scorpion Death Drop" em Sky para vencer a luta.
Na penúltima luta, Kenny Omega defendeu o AEW World Championship contra Pac e Orange Cassidy em uma luta three-way. Cassidy imobilizou Omega após executar o "Orange Punch", mas Omega prendeu Cassidy em um crucifixo para reter o título.
Depois disso, o comentarista Tony Schiavone anunciou que o WWE Hall of Famer Mark Henry se juntaria à AEW como comentarista de seu próximo programa Rampage, que começaria a ser exibido em agosto na TNT.

### Evento principal
No evento principal, The Inner Circle (Chris Jericho, Jake Hager, Sammy Guevara, Santana e Ortiz) enfrentaram The Pinnacle (MJF, Shawn Spears, Wardlow, Cash Wheeler e Dax Harwood) em uma luta Stadium Stampede. Se o Inner Circle perdesse esta luta, eles seriam forçados a se separar. A luta começou como uma luta cinematográfica, pré-gravada alguns dias no início da semana, no TIAA Bank Field, antes de seguir lentamente para o vizinho Daily's Place, onde a luta terminou ao vivo para o público pagante. No final, Guevara executou o "630 Senton" em Spears dentro do ringue no Daily's Place para vencer a luta.

## Recepção
O Double or Nothing recebeu críticas geralmente positivas dos críticos. Para o CBSSports.com, Brent Brookhouse descreveu o evento como "um dos cards de pay-per-view mais fortes da AEW em sua curta história", elogiando a luta Stadium Stampede, a three-way  pelo AEW World Championship, a luta pelo AEW World Tag Team Championship e a luta de abertura entre Adam Page e Brian Cage. No entanto, ele dirigiu críticas à partida Rhodes-Ogogo e ao Casino Battle Royale.
Justin Barrasso, da Sports Illustrated, escreveu que o evento "mais do que excedeu sua missão ao mostrar a força da marca AEW". Ele afirmou que a luta pelo AEW World Tag Team Championship era sua favorita da noite, e também elogiou a luta pelo AEW World Championship, a luta de duplas entre Darby Allin-Sting vs. Ethan Page-Scorpio Sky e a luta de abertura entre Adam Page e Brian Cage. Pelo contrário, ele não gostou do evento principal, sentindo que foi "construído para um filme, não para um card de luta livre". Ele também comentou que a vitória de Cody Rhodes sobre Anthony Ogogo "provavelmente atrairia algumas reações negativas".
Escrevendo para o Pro Wrestling Torch, Wade Keller também gostou do evento e refletiu que o show "será lembrado por anos por muitos motivos", e também gostou da curta duração do show, afirmando que "passou voando". Adam Page-Brian Cage foi uma "luta muito boa", a luta pelo AEW World Tag Team Championship foi "ótima" e a Casino Battle Royale foi "muito divertida". Ele também elogiou a luta do pré-show entre Serena Deeb e Riho, mas criticou vários aspectos do show, incluindo o "final complicado" do AEW World Championship three-way, a luta entre Cody Rhodes e Anthony Ogogo, o principal problema era que "a torcida simplesmente não se importava muito", e também a luta Stadium Stampede, que ele descreveu como "uma mistura de bom e ruim".
O jornalista esportivo Dave Meltzer do Wrestling Observer Newsletter atribuiu classificações de estrelas ao evento, com a luta com classificação mais alta sendo o AEW World Tag Team Championship, que foi classificado com 4.75 estrelas. As próximas lutas com classificação mais alta foram a luta three-way pelo AEW World Championship e a luta de Adam Page-Brian Cage, ambas as quais receberam uma classificação de 4.5 estrelas.
Meltzer também relatou que o evento atraiu 4.700 pagantes, com um total de 5.200 pessoas presentes. Ele também estimou que Double or Nothing recebeu de 135.000 a 150.000 compras de pay-per-view, com uma receita total de $6,3 milhões e um bilheteria de $300.000.

## Após o evento
Em 4 de junho, foi anunciado que o vencedor da Casino Battle Royale, Jungle Boy, desafiaria Kenny Omega pelo AEW World Championship no episódio de 26 de junho do Dynamite. Omega derrotou Jungle Boy para reter o título.
Depois de perder para os Young Bucks, Jon Moxley saiu de licença paternidade para o nascimento de sua filha.
O Double or Nothing seria o último pay-per-view da AEW a ser realizado no Daily's Place durante a pandemia. Em julho, a promoção retomou a turnê ao vivo com seu próximo PPV, All Out , agendado para setembro em Hoffman Estates, Illinois.

## Resultados
| Nº                                          | Resultados | Estipulações                                                                         | Tempo |
| ------------------------------------------- | --- | ------------------------------------------------------------------------------------ | ----- |
| Pré- show                                   | Serena Deeb (c) derrotou Riho por submissão | Luta individual pelo NWA World Women's Championship                                  | 14:05 |
| 1                                           | "Hangman" Adam Page derrotou Brian Cage | Luta individual                                                                      | 12:00 |
| 2                                           | The Young Bucks (Matt Jackson e Nick Jackson) (c) (com Brandon Cutler) derrotaram Jon Moxley e Eddie Kingston                                                                       | Luta de duplas pelo AEW World Tag Team Championship                                  | 21:00 |
| 3                                           | Jungle Boy venceu eliminando por último Christian Cage | Casino Battle Royale por uma futura luta pelo AEW World Championship                 | 23:30 |
| 4                                           | Cody Rhodes (com Arn Anderson) derrotou Anthony Ogogo (com Q. T. Marshall) | Luta individual                                                                      | 10:55 |
| 5                                           | Miro (c) derrotou Lance Archer (com Jake Roberts) por submissão técnica | Luta individual pelo AEW TNT Championship                                            | 9:50  |
| 6                                           | Dr. Britt Baker, D.M.D. derrotou Hikaru Shida (c) por submissão | Luta individual pelo AEW Women's World Championship                                  | 17:20 |
| 7                                           | Sting e Darby Allin derrotaram Men of the Year (Ethan Page e Scorpio Sky) | Luta de duplas                                                                       | 12:30 |
| 8                                           | Kenny Omega (c) derrotou Orange Cassidy e Pac | Luta three-way pelo AEW World Championship                                           | 27:00 |
| 9                                           | The Inner Circle (Chris Jericho, Jake Hager, Sammy Guevara, Santana e Ortiz) derrotaram The Pinnacle (Cash Wheeler, Dax Harwood, MJF, Shawn Spears e Wardlow) (com Tully Blanchard) | Luta Stadium Stampede Se o Inner Circle perdesse, eles seriam forçados a se separar. | 31:30 |
| (c) – Refere-se aos campeões antes da luta. | |                                                                                      |       |

### Entradas e eliminações do Casino Battle Royale
| Naipe   | Participante        | Ordem | Eliminado por                      | Eliminações |
| ------- | ------------------- | ----- | ---------------------------------- | ----------- |
| Paus    | Christian Cage      | 20    | Jungle Boy                         | 4           |
| Paus    | Matt Sydal          | 1     | Max Caster                         | 0           |
| Paus    | Powerhouse Hobbs    | 15    | Christian Cage                     | 1           |
| Paus    | Dustin Rhodes       | 6     | Powerhouse Hobbs                   | 2           |
| Paus    | Max Caster          | 2     | Christian Cage                     | 1           |
| Ouros   | Isiah Kassidy       | 17    | Jungle Boy                         | 2           |
| Ouros   | Matt Hardy          | 19    | Christian Cage                     | 3           |
| Ouros   | Preston Vance       | 5     | Dustin Rhodes                      | 1           |
| Ouros   | Nick Comoroto       | 4     | Dustin Rhodes                      | 0           |
| Ouros   | Serpentico          | 3     | Preston "10" Vance                 | 0           |
| Copas   | Brian Pillman Jr.   | 10    | Isiah Kassidy e Marq Quen          | 1           |
| Copas   | Griff Garrison      | 9     | Matt Hardy                         | 1           |
| Copas   | Colt Cabana         | 7     | Isiah Kassidy                      | 0           |
| Copas   | Anthony Bowens      | 8     | Brian Pillman Jr. e Griff Garrison | 0           |
| Copas   | Penta El Zero Miedo | 14    | Jungle Boy                         | 1           |
| Espadas | Jungle Boy          | —     | Vencedor                           | 3           |
| Espadas | Marq Quen           | 18    | Christian Cage                     | 1           |
| Espadas | Aaron Solow         | 11    | Lee Johnson                        | 0           |
| Espadas | Evil Uno            | 13    | Penta El Zero Miedo                | 0           |
| Espadas | Lee Johnson         | 12    | Matt Hardy                         | 1           |
| Coringa | Lio Rush            | 16    | Matt Hardy                         | 0           |